# Чучуге
Чучуге је насеље у Србији у општини Уб у Колубарском округу. Према попису из 2022. било је 357 становника.
Овде се налази Кућа Радојичића у Чучугама.

## Историја

### У доба османске власти
Први помен села је у турско доба могао би бити онај забележен у турском попису (тефтеру) за хиџретску 934. годину, тј. 1527/1528. годину по садашњем рачунању времена.

Транскрибован на модерни турски, са османске арабице, унос са 216. странице тефтера TD 144 је гласио овако:
Şuşuka karye, Valyeva nahiye - Село Чучуга, Нахија Ваљево

### Српска револуција
Чучуге су место једног од знатнијих бојева Првог српског устанка. Бој се одиграо, по речима проте Матеје Ненадовића, 3. априла 1806. године, у уторак. Претходног дана , Турци су , враћајући се са пљачкашког похода у Свилеуви, дошли предвече на конак у Чучуге. Српске снаге под командом војвода Луке Лазаревића и Јакова Ненадовића су, идући из правца Шапца, стигле у Чучуге у вечерњим сатима и одмах започеле бој. Турци су се у бегу скупили на једно брдо и ту пружали отпор целу ноћ. У рану зору, Турци су три пута јуришали на српске положаје, али нису успели да их освоје. Током јуриша погинуо је турски поглавица Џора-Осман, након чега је Турке захватила паника и хаотично су одступали према реци Уб и Босни. Наредних дана су гоњени све до Дрине. Од 5800 Турака, колико прота Матеја наводи да их је било пре битке, око 2800 их је изгинуло. Такође , и српска страна је имала доста губитака. Ово је била једна од већих победа током 1806. године, и најзнајчајнија битка на простору убске Тамнаве.

## Демографија
У насељу Чучуге живи 382 пунолетна становника, а просечна старост становништва износи 42,1 година (41,2 код мушкараца и 43,0 код жена). У насељу има 141 домаћинство, а просечан број чланова по домаћинству је 3,28.
Ово насеље је великим делом насељено Србима (према попису из 2002. године), а у последња три пописа, примећен је пад у броју становника.
|  |

| Демографија | Демографија | Демографија |
| Година      | Становника  | Становника  |
| ----------- | ----------- | ----------- |
| 1948.       | 753         |             |
| 1953.       | 758         |             |
| 1961.       | 747         |             |
| 1971.       | 700         |             |
| 1981.       | 658         |             |
| 1991.       | 579         | 558         |
| 2002.       | 463         | 479         |

| Етнички састав према попису из 2002.‍ | Етнички састав према попису из 2002.‍ | Етнички састав према попису из 2002.‍ | Етнички састав према попису из 2002.‍ | Етнички састав према попису из 2002.‍ |
| ------------------------------------ | ------------------------------------ | ------------------------------------ | ------------------------------------ | ------------------------------------ |
|                                      |                                      |                                      |                                      |                                      |
| Срби                                 | Срби                                 |                                      | 460                                  | 99,35%                               |
| непознато                            | непознато                            |                                      | 3                                    | 0,64%                                |

| Година пописа     | 1948. | 1953. | 1961. | 1971. | 1981. | 1991. | 2002. |
| ----------------- | ----- | ----- | ----- | ----- | ----- | ----- | ----- |
| Број домаћинстава | 134   | 144   | 160   | 165   | 169   | 167   | 141   |

| Број чланова      | 1  | 2  | 3  | 4  | 5  | 6  | 7 | 8 | 9 | 10 и више | Просек |
| ----------------- | -- | -- | -- | -- | -- | -- | - | - | - | --------- | ------ |
| Број домаћинстава | 28 | 37 | 18 | 21 | 15 | 14 | 4 | 3 | 0 | 1         | 3,28   |

| Пол    | Укупно | Неожењен/Неудата | Ожењен/Удата | Удовац/Удовица | Разведен/Разведена | Непознато |
| ------ | ------ | ---------------- | ------------ | -------------- | ------------------ | --------- |
| Мушки  | 204    | 55               | 125          | 18             | 6                  | 0         |
| Женски | 187    | 21               | 124          | 36             | 6                  | 0         |
| УКУПНО | 391    | 76               | 249          | 54             | 12                 | 0         |

| Пол    | Укупно                    | Пољопривреда, лов и шумарство | Рибарство                            | Вађење руде и камена | Прерађивачка индустрија       |
| ------ | ------------------------- | ----------------------------- | ------------------------------------ | -------------------- | ----------------------------- |
| Мушки  | 124                       | 73                            | 2                                    | 6                    | 17                            |
| Женски | 66                        | 43                            | 0                                    | 0                    | 7                             |
| УКУПНО | 190                       | 116                           | 2                                    | 6                    | 24                            |
| Пол    | Производња и снабдевање   | Грађевинарство                | Трговина                             | Хотели и ресторани   | Саобраћај, складиштење и везе |
| Мушки  | 2                         | 1                             | 6                                    | 1                    | 2                             |
| Женски | 0                         | 1                             | 5                                    | 1                    | 1                             |
| УКУПНО | 2                         | 2                             | 11                                   | 2                    | 3                             |
| Пол    | Финансијско посредовање   | Некретнине                    | Државна управа и одбрана             | Образовање           | Здравствени и социјални рад   |
| Мушки  | 0                         | 3                             | 2                                    | 3                    | 0                             |
| Женски | 0                         | 1                             | 2                                    | 3                    | 2                             |
| УКУПНО | 0                         | 4                             | 4                                    | 6                    | 2                             |
| Пол    | Остале услужне активности | Приватна домаћинства          | Екстериторијалне организације и тела | Непознато            | Непознато                     |
| Мушки  | 1                         | 0                             | 0                                    | 5                    | 5                             |
| Женски | 0                         | 0                             | 0                                    | 0                    | 0                             |
| УКУПНО | 1                         | 0                             | 0                                    | 5                    | 5                             |